# コネキシバクター属
コネキシバクター属（Conexibacter）は、真正細菌の放線菌門サーモレオフィラム綱ソリルブロバクター目コネキシバクター科の属の一つである。
非胞子形成性のグラム陽性好気性菌である。

## 名称
Conexibacterは、ラテン語で「縛られた」を意味する受動態男性動詞"conexus"と、新ラテン語で「桿菌」を意味する"bacter"を組み合わせた造語である。

## 特徴
細胞は小さな桿状(0.6–0.7×0.9–1.2μm)で、単独または2連で存在する。グラム陽性、好気性、非胞子形成性であり、長い周毛鞭毛によって運動する。カタラーゼ及びオキシダーゼ陽性である。
細胞壁ペプチドグリカンはA1γタイプ（直接架橋、meso-A2pmに基づく）。ミコール酸は含有しない。主要なイソプレノイドキノンはメナキノン-7（MK-7, H4）である。極性脂質のパターンはホスファチジルイノシトールとある種のリン脂質で構成されおり、アミノ基を持つ脂質や糖脂質は持たない。脂肪酸のプロファイルでは、オレイン酸、14-メチル-ペンタデカン酸、ヘキサデカン酸、及びω6c-ヘプタデセン酸が主要である。GC含量は71 mol%である。

## 種

### コネキシバクター・ウーゼイ(Conexibacter woesei)
基準株はID131577T(DSM 14684T、JCM 11494T)であり、GenBank/EMBL/DDBJのアクセッション番号は、16S rRNA遺伝子配列についてはAJ440237、23S rRNA遺伝子配列についてはAJ440238である。
woeseiは"Woese"の新ラテン語形であり、16S rRNA遺伝子配列解析による生物分類学の先駆者カール・ウーズ(Carl Woese)を称賛して発見者が新種細菌の命名に用いた（この細菌は、16S rRNA遺伝子配列解析による放線菌門の分類体系の調査の過程で発見された）。
温帯森林土壌に生息する。発見時はTodd-Hewitt寒天培地で分離されており、そのときのコロニーは平滑で、粘着性のある粘液状であり、白色またはクリーム色であった。適切な生育条件はpH 7-7.5且つ28 - 37℃である。GC含量は71 mol%である。2%(w/v)以上の塩化ナトリウム濃度には耐性が無い。
硝酸塩を亜硝酸塩にする還元能を持つ。ゼラチンとエスクリンを加水分解することができ、尿素は分解できない。基準株ID131577Tはグリセロール、l-アラビノース、d-リボース、d-キシロース、酢酸、α-ケト吉草酸、プロピオン酸、ピルビン酸、メチルピルビン酸、β-ヒドロキシ酪酸、α-ケトグルタル酸を代謝することができる。

### Conexibacter arvalis
基準株はKV-962T(DSM 23288T、NBRC 106558T)である。
"arvalis"は、「畑の」又は「畑に関係する」を意味するラテン語の男性形容詞である。最初に畑土壌から分離されたことに由来する。
0.8–1.0×1.6–2.3µmの小さな桿菌であり、好気性でカタラーゼ陽性且つオキシダーゼ陰性、長い鞭毛を持ち運動性を示す。5-46℃且つpH 5-10の範囲で生育する。塩化ナトリウム4%(w/v)でも生育可能だが、生育に塩化ナトリウムを必要としない。R2A寒天培地又は1/5NA培地で良好に培養することができる。コロニーの色は白又はアイボニーである。アピ20NEキットでの試験では、硝酸塩還元とゼラチン加水分解はポジティブで、トリプトファンの分解、グルコースの代謝、アルギニンジヒドロラーゼ及びウレアーゼ活性、エスクリンとp-ニトロフェニル-β-d-ガラクトピラノシドの加水分解にはネガティブを示す。GC含量は74–75 mol%である。

### Conexibacter stalactiti
基準株はYC2-25T(KCTC 39840T、DSM 103719T)である。
"stalactiti "は鍾乳石を意味する。この細菌は溶岩洞窟の鍾乳石から最初に分離された。
0.5×0.8–0.9µmの小さな桿菌であり、偏性好気性でカタラーゼ陽性且つオキシダーゼ陽性であり、運動性と非胞子形成性を持つ。クリーム色又は明るい黄色で平滑凸状の0.3–1mmの小さなコロニーを形成する。TSA及びISP2培地で良好に、R2A及びNA培地でも十分に生育する。培養条件は10–30℃(最適は30℃)且つpH 4–9(最適はpH 7)且つ1%(w/v)塩化ナトリウム濃度である。硝酸を亜硝酸にする還元能は持たない。ゼラチンとエスクリンの分解は示す。

## 歴史
- 2003年に、イタリアジェレンツァーノの森林土壌からコネキシバクター・ウーゼイ(Conexibacter woesei)の発見が報告され、同時に新規属としてコネキシバクター属が提案された[1]。
- 2012年に、北里大学により埼玉県の畑土壌でConexibacter arvalisが発見されたことが報告された[4]。
- 2017年に、韓国の済州島の龍泉洞窟の鍾乳石の破片からConexibacter stalactitiが発見されたことが報告された[6]。